# Jersbek
Jersbek er en by og kommune i det nordlige Tyskland, beliggende i Amt Bargteheide-Land under Kreis Stormarn. Kreis Stormarn ligger i den sydøstlige del af delstaten Slesvig-Holsten.

## Geografi
Jersbek ligger fire kilometer nordvest for Bargteheide og ca. 19 nordøst for Hamborg. I Jersbek ligger Gut Jersbek og en stor barokpark. I den sydlige del af kommunen ligger skovområder der er en del af det 785 hektar store Naturschutzgebiet Duvenstedter Brook.